# Nathalie Babel
Nathalie Babel Brown (geb. 17. Juli 1929 in Paris; gest. 8. Dezember 2005 in Washington, D. C.) war eine US-amerikanische Herausgeberin und Hochschullehrerin russischer Herkunft.
Sie ist eine Tochter des in Odessa geborenen russischen, jüdischen Schriftstellers Isaak Babel (1894–1940), des für seine Erzählbände Die Reiterarmee und Geschichten aus Odessa berühmten Erzählers der Sowjetzeit, dessen literarisches Werk sie in der ersten vollständigen englischen Ausgabe herausgab.

## Leben
Nathalie Babel wurde in Paris als Tochter der in Kiew geborenen Jewgenija Gronfein Babel (1897–1957) geboren, der ersten Frau Babels, einer Malerin, die den russischen Schriftsteller und Dramatiker Babel (ursprünglicher Name Bobel) 1919 in Odessa geheiratet hatte.
Sie lebte zunächst in Frankreich, wo sie ihr Studium an der Sorbonne abschloss. Im Jahr 1961 zog sie in die USA und setzte ihre Ausbildung an der Columbia University fort. Sie wurde eine angesehene Professorin. Sie lehrte am renommierten Barnard College. Sie war mit Richard H. Brown verheiratet, mit dem sie einen Sohn hatte.
Sie war die Herausgeberin von The Complete Works of Isaac Babel (Norton, 2001), worin seine Schriften gesammelt wurden – Geschichten und Skizzen, Journalismus, sowjetische Propaganda, Tagebücher und sogar Drehbücher, die zuvor nur in Teilsammlungen erhältlich waren. Die Ausgabe enthält neue Übersetzungen von Peter Constantine und ist die derzeit umfangreichste westliche Babel-Ausgabe.

Die Autorin Nadezhda Makoveeva (Glazunova) fasst die Bedeutung Babels und die Verdienste seiner Tochter um die Publikation der Werke ihres Vaters so zusammen:

„Babels Werk hatte einen enormen Einfluss auf die Schriftsteller der so genannten „südrussischen Schule“ (Ilf, Petrow, Olescha, Katajew, Paustowski, Swetlow, Bagrizki) und wurde in der Sowjetunion weithin anerkannt; seine Bücher wurden in viele Fremdsprachen übersetzt. Das Erbe des verdrängten Babel teilte in gewisser Weise sein Schicksal. Er wurde erst nach seiner "posthumen Rehabilitierung" in den 1950er Jahren wieder gedruckt, und seine Werke wurden stark zensiert. Babels amerikanischer Tochter Natalie Babel Brown (1929–2005) gelang es, seine weniger zugänglichen und unveröffentlichten Werke zu sammeln und mit Anmerkungen zu versehen (The Complete Works of Isaac Babel, 2002). Babels Werke haben weltweites Interesse geweckt. […]“

## Publikationen
als Herausgeberin (von Isaak Babel)
- The Complete Works of Isaac Babel, trans. Peter Constantine, ed. Nathalie Babel, introduction Cynthia Ozick, Norton, New York, 2001 (2002) (Online)
- Lonely Years: 1925–1939: Unpublished Stories and Correspondence (Verba Mundi Series). Nathalie Babel, Isaac Babel et al. 1995
- The Collected Stories of Isaac Babel. Nathalie Babel, Isaac Babel et al. 2002
- Red Cavalry. Isaac Babel, Nathalie Babel et al. 2003
- (Einführung) Isaac Babel. Correspondance : 1925–1939. Traduit du russe par Maya Minoustchine. Introduction de Nathalie Babel. Traduit de l’anglais par Yvonne Davet

andere
- Hugo and Dostoevsky. N. Babel Brown 1978